# Gerard Meijer
Gerardus Johannes Maria Meijer (* 6. April 1962 in Zeddam, häufig Gerard J. M. Meijer) ist ein niederländischer Physikochemiker. Von 2002 bis 2012 und wieder seit 2016 ist er Direktor am Fritz-Haber-Institut der Max-Planck-Gesellschaft.
Meijer ging in Doetinchem auf das Gymnasium und studierte ab 1980 Physik an der Radboud-Universität Nijmegen mit dem Diplom 1985. Danach wurde er 1988 in Nimwegen (und am Max-Planck-Institut für Strömungsforschung in Göttingen) bei A. Dymanus und P. Andresen promoviert (UV-spectroscopy of gas-phase molecules; combustion diagnostics). Als Post-Doktorand war er am IBM Almaden Research Center in San José (Kalifornien) und war 1991/92 als Stipendiat der niederländischen Akademie der Wissenschaften an der Freien Universität Amsterdam. 1992 wurde er Dozent in Nijmegen und 1995 Professor für Experimentalphysik. 2000 bis 2003 war er Direktor des FOM-Instituts für Plasmaphysik in Nieuwegein. Danach war er bis 2012 Direktor am Fritz-Haber-Instituts in Berlin. Er war dort Direktor der Abteilung Molekülphysik und vier Jahre lang Direktor des gesamten Instituts. Ab 2012 war er Präsident des Vorstands der Radboud-Universität in Nijmegen und „Auswärtiges Wissenschaftliches Mitglied“ des Fritz-Haber-Instituts. Mit Ablauf des Jahres 2016 verließ er die Radboud-Universität und kehrte an das Fritz-Haber-Institut zurück.
Er benutzt verschiedene laserspektroskopische Verfahren (unter anderem Cavity-Ring-Down-Spektroskopie, Infrarot-FEL (FELIX)) in der Molekülphysik und Entwicklung von Speicherringen und anderen Techniken für ultrakalte neutrale und polare Moleküle in der Gasphase zu deren spektroskopischer Untersuchung. Unter anderem untersuchte er Fullerene. 1999 war es seiner Gruppe gelungen, neutrale dipolare Moleküle mit zeitveränderlichen elektrischen Feldern wirksam abzubremsen.
Von ihm stammen rund 350 wissenschaftliche Arbeiten (2012).
2012 erhielt er den van't Hoff Preis der Deutschen Bunsengesellschaft. 2009 erhielt er den Bourke Award der Royal Society of Chemistry. Er ist korrespondierendes Mitglied der Niederländischen Akademie der Wissenschaften und seit 2013 ordentliches Mitglied der Academia Europaea. 2010 erhielt er einen ERC Advanced Grant.
Er ist Honorarprofessor an der Radboud-Universität und der FU Berlin.
Meijer ist einer der Sprecher des DEAL-Konsortiums.

## Schriften (Auswahl)
- mit D. S. Bethune, W. C. Tang, H. J. Rosen: The vibrational Raman spectra of purified solid films of C 60 and C 70, Chemical Physics Letters, Band 174, 1990, S. 219–222
- mit Donald S. Bethune, Wade C. Tang, Hal J. Rosen, William G. Golden, Hajime Seki, Charles A. Brown, Mattanjah S. de Vries: Vibrational Raman and infrared spectra of chromatographically separated C 60 and C 70 fullerene clusters, Chemical Physics Letters, Band 179, 1991, S. 181–186
- mit C.S. Yannoni, R.D. Johnson, D.S. Bethune, J.R. Salem: Carbon-13 NMR study of the C60 cluster in the solid state: molecular motion and carbon chemical shift anisotropy, Journal of Physical Chemistry, Band 95, 1991, S. 9–10
- mit C. S. Yannoni, P. P. Bernier, D. S. Bethune, J. R. Salem: NMR determination of the bond lengths in C60, Journal of the American Chemical Society, Band 113, 1991, S. 3190–3192
- mit Hendrick L. Bethlem, Giel Berden: Decelerating neutral dipolar molecules, Physical Review Letters, Band 83, 1999, S. 1558
- mit H. Bethlem, G. Berden, F. Crompvoets, R. Jongma, A. Van Roij: Electrostatic trapping of ammonia molecules, Nature, Band 406, 2000, S. 491–494
- mit G. Berden, R. Peeters: Cavity ring-down spectroscopy: Experimental schemes and applications, International Reviews in Physical Chemistry, Band 19, 2000, S. 565–607
- mit Sebastiaan van de Meerakker, Hendrick Bethlem: Taming molecular beams. In: Nature Physics. Band 4, Nr. 8, 2008, S. 595–602, doi:10.1038/nphys1031.
- mit Melanie Schnell: Kalte Moleküle: Herstellung, Anwendungen und Herausforderungen, Angewandte Chemie, Band 121, 2009, S. 6124–6147